# Mont Reynolds
Pour les articles homonymes, voir Reynolds.
Le mont Reynolds (en anglais : Reynolds Mountain) est situé dans le chaînon Lewis, dans le parc national de Glacier, dans l'État américain du Montana.
Culminant à 2 781 mètres d'altitude, le mont Reynolds se situe sur la ligne continentale de partage des eaux d'Amérique du Nord et est facilement visible depuis le col Logan en regardant vers le sud.
Le mont est immortalisé sur la pièce de monnaie du Montana de la série de pièces américaines d'un quart de dollar America the Beautiful.